# Palmirsko Carstvo
Palmirsko Carstvo je naziv za kratkotrajnu državu na Bliskom Istoku nastalu privremenim raspadom Rimskog Carstva za vrijeme krize 3. stoljeća. Ime je dobila po Palmiri, gradu u Siriji gdje je tadašnji rimski guverner Odenat sebe proglasio kraljem, odmetnuvši se 260. od centralne vlasti u Rimu, tada paralizirane stalnim sukobima suparničkih vojničkih careva. U tome je slijedio primjer provincija Hispanije, Galije i Britanije koje su se nešto ranije bile odcijepile kako bi stvorile Galsko Carstvo. Odenat je to mogao učiniti zato što je raspolagao velikim brojem legija stacioniranih kako bi istočne granice Rimskog Carstva branile od Sasanida. 
Odenat je ubijen 267. a vlast je kao regentica preuzela njegova supruga Zenobija, koja je u sljedećih nekoliko godina postigla značanje uspjehe, proširivši teritorije države iz Sirije na Levant, a potom i na Egipat. Godine 274. je Zenobiju porazio rimski car Aurelijan i srušio njenu državu, pripojivši njene teritorije natrag Rimskom Carstvu.